# 松井暁波
松井 暁波（まつい あきは、1991年9月15日 - ）は、日本の女性声優。東京都出身。ケンユウオフィス所属。母は声優の鷹森淑乃。

## 略歴
日本女子大学理学部数物科学科卒業。Talk back養成所卒業。

## 人物
特技はダンス、数学、早口言葉。趣味は歌、一人ディズニー、アイドル、食べること。

## 出演
太字はメインキャラクター。

### テレビアニメ
2015年
- 高宮なすのです!〜てーきゅうスピンオフ〜（店員）
- ベイビーステップ2（ミキ）
- クレヨンしんちゃん（2015年 - 2024年、赤ちゃん、女子高生、犬）

2016年
- 少女たちは荒野を目指す（女性編集者）
- NARUTO -ナルト- 疾風伝（うちはイズミ）
- 斉木楠雄のΨ難（女子生徒E）

2017年
- それいけ!アンパンマン（2017年 - 2021年、ネコ美、ポテトン、女の子）

2018年
- 伊藤潤二『コレクション』（女子生徒、市内放送）
- グランクレスト戦記（エレット・ハルカス）
- からくりサーカス（プラハの街 女）

2019年
- まんなかのりっくん@きんてれ（お母さん）
- 不機嫌なモノノケ庵 續（子供）
- 警視庁 特務部 特殊凶悪犯対策室 第七課 -トクナナ-（店主）

2020年
- 痛いのは嫌なので防御力に極振りしたいと思います。（2020年 - 2023年、理沙の母、フォレストクインビー、朧、ツキミ、フェイ 他） - 2シリーズ
- 文豪とアルケミスト 〜審判ノ歯車〜（妻）
- 呪術廻戦（ウェイトレス）
- 憂国のモリアーティ（女給）
- ドラえもん（テレビ朝日版第2期）（2020年 - 2022年、姫、アナウンス）

2021年
- シャドウバース（黒髪の少女）
- 回復術士のやり直し（メイド）
- ブラッククローバー（シエル）
- 魔法科高校の優等生（女子生徒、五高女子）
- デュエル・マスターズ キング!（カメラちゃん）
- トロピカル〜ジュ!プリキュア（モデル）
- キングダム（幽族A）

2022年
- 最遊記RELOAD -ZEROIN-（娘）
- アオアシ（笠原絵美）

2023年
- おとなりに銀河（少女）
- AIの遺電子（シズカ）
- 薬屋のひとりごと（2023年 - 2025年、侍女、梨花妃の侍女、水晶宮侍女） - 2シリーズ
- はめつのおうこく（マードア、魔女、OL）
- 名探偵コナン（女性）

2024年
- 俺だけレベルアップな件（高田星奈）
- ザ・ファブル（CMナレーター）
- ポケットモンスター（街の人）
- 烏は主を選ばない（男の子）
- 新テニスの王子様 U-17 WORLD CUP SEMIFINAL（明智）

2025年
- 没落予定の貴族だけど、暇だったから魔法を極めてみた（店主、ドナ、ナターシャ、ノーム、スラポン）
- キミとアイドルプリキュア♪（小宮絵真、風船のお姉さん、研究会会員）
- その着せ替え人形は恋をする Season 2（小野田凛子）

### 劇場アニメ
- 世界一初恋〜横澤隆史の場合〜（2014年、女の子C）
- プリンセス・プリンシパル Crown Handler 第1章（2021年、貴婦人）
- 映画ドラえもん のび太の絵世界物語（2025年、店の女性）

### OVA
- カレバカ 〜吾輩ノ彼ハ馬鹿でR〜（2015年、レイカ、子どもA）

### Webアニメ
- ホイッスル!（ボイスリメイク版）（2016年、女生徒）
- 銃娘:ガンガール（2017年、ケリー[23]）
- ファイトリーグ ギア・ガジェット・ジェネレーターズ（2019年、フリックコマンダーPH-1[24]）
- 攻殻機動隊 SAC 2045（2020年、AI行員、ウオトリの母親）
- ブラックチャンネル（2020年、さとし、カメラちゃん、アカネ[25]）
- BULLET/BULLET（2025年、戦うお姉ちゃん・マリ[17]、解説[19]、住民[20]）

### ゲーム
2014年
- ウチの姫さまがいちばんカワイイ（魔女姫 クロウ・サバティ）

2015年
- アイコレ〜with you〜（鳳あやか）
- ザクセスヘブン（クリスティ・エル・ジョーンズ、舛画原 ナツ姫）
- 刻のイシュタリア（偽愛姫グートルーネ、聖癒術士エリシャ）
- ソフィーのアトリエ 〜不思議な本の錬金術士〜（プニプニ、女性）

2016年
- グランスフィア〜宿命の王女と竜の騎士〜（交換所アニエラ）

2017年
- 巨影都市（沢田美月）
- 幻獣契約クリプトラクト（2017年 - 2018年、アルセーネ、ロゼ）

2018年
- 幻獣姫（サンタクロース）
- 言な絶えそね-行田創生RPG-（レン）
- モン娘☆は〜れむ（アンジェリカ）
- リング☆ドリーム 女子プロレス大戦（久坂美鈴）
- ファイトリーグ（フリックコマンダー PH-1、美麗なる武闘家 シャオロン）

2019年
- 元気封神（魔礼海、文殊）
- ポケモンマスターズ（スモモ）

2020年
- 龍が如く7 光と闇の行方
- モンスターストライク（2020年 - 2025年、シーラ、はつゆめんばーず）
- ソードマスターストーリー
- アサシン クリード ヴァルハラ（ギーダ、スヴァラ〈若年期〉）
- エグゾス ヒーローズ（エマ、ミスティ）

2021年
- ガールズXバトル2（アパテー）
- Destruction AllStars（トゥインクル・ライオット）

2022年
- グランブルーファンタジー（2022年 - 2023年、フェイノ、ノン、ウイ）
- 魔法使いの夜（周瀬唯架）
- ツイステッドワンダーランド（イデア・シュラウド(幼少期)）

2023年
- 薔薇と椿 〜お豪華絢爛版〜（椿小路玲子、妖精イエロー）

2024年
- ファイナルファンタジーVII リバース
- 百英雄伝 (マリン）
- 艦隊これくしょん -艦これ-（Mogador、Lexington）
- デッドライジング デラックスリマスター（ジェシカ・マッカーニー）
- 無期迷途（ミラ)

2025年
- HUNDRED LINE -最終防衛学園-（第5部隊長パーミス）

### ドラマCD
- オルタナティブ（2018年、結衣）
- シャングリラの鳥（2020年、アポロの妻）

### BLCD
- カラーレシピ2（女性）
- 泥中の蓮（2017年、女）
- メメントスカーレット（女性A、母親）
- 憎らしい彼（安奈）
- 悩ましい彼（安奈）

### 吹き替え

#### 担当俳優
シェリー・ヘニッヒ
- アフターパーティー（アリシア）
- ティーン・ウルフ（マリア・テイト）
- 理想の男になる方法（キャリー）

#### 映画
- アザーフッド 私の人生（エリン〈ハイディ・ガードナー〉）
- アトラクション 制圧（患者）
- アフターパーティー（アリシア〈シェリー・ヘニッグ〉）
- アルテミスと妖精の身代金（ジャスミン）
- X-MEN:ダーク・フェニックス（女の子1[40]）
- 男と女（アン・ジョンファ〈ノ・ガンミン〉）
- キャッツ（ネズミ）
- クリスマスを取り戻せ! 〜リトル・ドラゴンとサンタの魔法の石〜（ホイト〈ルビー・ジョーンズ〉）
- ゴジラ キング・オブ・モンスターズ（ジャーマン[41]）
- コスメティック・ウォー わたしたちがBOOSよ!
- サイダーハウス・ルール（カーリー〈スペンサー・ダイアモンド〉）※Netflix版
- The Witch 魔女（ミョンヒ〈コ・ミンシ〉[42]）
- ザ・テキサス・レンジャーズ（ボニー・パーカー〈エミリー・ブロブスト〉）
- シックス・バルーン
- 死霊館 悪魔のせいなら、無罪。（ジェシカ・ルイーズ・ストロング〈イングリッド・ビス〉[43]）
- 好きだった君へのラブレター（マーゴット〈ジャネル・パリッシュ〉）
- スパイダーマン:ノー・ウェイ・ホーム[44]
- 素晴らしき哉、人生!（メアリー・ハッチ〈ドナ・リード〉）
- セカンド・アクト（ゾーイ〈ヴァネッサ・ハジェンズ〉）
- 大統領の執事の涙（キャロライン・ケネディ）※BSジャパン版
- 冷たい嘘（ケイラ〈ジョーイ・キング〉）
- トリプルX:再起動
- T2 トレインスポッティング
- ナイスガイズ!
- 運び屋（モリー・B[45]）※BSテレ東版
- バルカン・クライシス（ヤスナ〈ミレーナ・ラドゥロヴィッチ〉）
- ハンニバル（アレグラ・パッツィ〈フランチェスカ・ネリ〉）※VOD版
- ピーターラビット（ヒナ[46]）※劇場公開版
- ブラザー・ミッション -ライド・アロング2-
- ベビーシッター・アドベンチャー（ボビー〈ジェット・ジャーゲンズマイヤー〉）
- ホテル・ムンバイ（サリー〈ティルダ・コブハム・ハーヴェイ〉）
- ボヘミアン・ラプソディ（シェリル〈ジェス・ラドムカス〉）
- 胸騒ぎのシチリア（ペン〈ダコタ・ジョンソン〉）
- 女神の見えざる手（ジェーン・モロイ〈アリソン・ピル〉）
- ラベンダー 妖精の歌（アリス）
- ルイスと不思議の時計（おもちゃ、少年）
- レッド・スネイク（ケンザ〈カメリア・ジョルダナ〉[47]）
- ローマの休日（美女1[48]）※日本テレビ版2
- ワイルド・スピード ICE BREAK（技師3）
- ワン!クリスマス・イブ（エマ・ブレイクモア〈アリ・スコビー〉）

#### ドラマ
- アガサ・クリスティー 無実はさいなむ（子供メアリー）
- アップロード 〜デジタルなあの世へようこそ〜（イングリッド・カナーマン〈アレグラ・エドワーズ〉）
- Away -遠く離れて-（アレクシス）
- ヴァージンリバー（クリストファー）
- ウェイバリー通りのウィザードたち
- ウォーキング・デッド: ワールド・ビヨンド（ホープ・ベネット〈アレクサ・マンスール〉）
- 運命の子供たち（テンモリ）
- 危険戦隊デンジャー5 〜我らの敵は総統閣下〜
- キリング・イヴ/Killing Eve（ジェラルディン・ストートン〈ジェマ・ウィーラン〉、アグニア）
- クープ&キャミ どっちがイイ?（パム）
- クラリス（キャサリン・マーティン〈マーニー・カーペンター〉[49]）
- グレイズ・アナトミー11 恋の解剖学（ジュリー・ハミルトン、サマンサ・ベロ）
- グレイズ・アナトミー13 恋の解剖学（エリン）
- グッド・ドクター 名医の条件 シーズン2（アーシャ / マーラ）
- サイテー!ハイスクール
- The Gifted（クリスティーナ、ヘザー）
- The BAY 〜空白の一夜〜（アビー）
- ザ・ルーキー:FEDS FBI新米捜査官ファイル（ローラ・ステンセン〈ブリット・ロバートソン〉[50]）
- 私立探偵ダーク・ジェントリー（アマンダ）
- シカゴ・メッド（エミリア、アリエル・グリーン）
- ZOO-暴走地区-
- セーフハウス〜もう一人の殺人鬼〜（ダニ・ディレイニー〈サシャ・パーキンソン〉）
- 高い城の男（皇太子）
- 飛べないアヒル-ゲームチェンジャー-（ステファニー）
- トランスペアレント シーズン4 #8
- トリンケット 〜小さな宝物〜（エロディー〈ブリアナ・ヒルデブランド〉）
- HAWAII FIVE-0（ベイリー）
- ボーイフレンド（チョ・ヘイン〈チョン・ソニ〉）
- MACGYVER/マクガイバー（ヴァレリー・ローソン）
- マッドメン シーズン6（ジュリー、マンディ〈キャスリン・ニュートン〉）
- マルプラクティス〜陰謀の処方箋〜（ラムヤ・モーガン〈プリヤンカ・パテル〉[51]）
- 見えない訪問者 〜ザ・ウィスパーズ〜 #12（子供たち）
- ミルドレッドの魔女学校（クラリス、ドルシラ）
- メリー・アン シングルトンの物語（クレア）
- ユーフォリア/EUPHORIA（キャシー・ハワード〈シドニー・スウィーニー〉[52]）
- リゾーリ&アイルズ7 ザ・ファイナル
- レガシーズ（ジョージ―・サルツマン〈ケイリー・ブライアント〉）
- レジデント・エイリアン 〜宇宙からの訪問者〜（ダーシー・ブルーム〈アリス・ウェッタールンド〉[53]）
- ロック・アップ/スペイン 女子刑務所（ファティマ）

#### アニメ
- アーケイン（メル）
- アバローのプリンセス エレナ（カフー）
- おとぎのもりのゴールディとベア（ゴールディ）
- カーズ・オン・ザ・ロード
- ガーディアンズ・オブ・ギャラクシー（宇宙人女）
- ガーフィールド・ショー（人魚、少年）
- くまのアーネストおじさんとセレスティーヌ（リーゼル、スリーズ 他）
- 時光代理人 -LINK CLICK-（学生）
- スマーフ スマーフェットと秘密の大冒険（スマーフェット）
- スモールフット（ブレンダ[54]）
- ちいさなプリンセス ソフィア（ジェーン、シェリー）
- ピンキー・マリンキー（アミンダ）
- ペット（散歩係の女）
- ペット2（モリー[55]）
- ベン10（ビリー・ビリオンズ）
- ボージャック・ホースマン
- ボス・ベイビー ファミリー・ミッション（エージェント[56]）
- マーベル スパイダーマン（女子高生）
- ムーンガール&デビル・ダイナソー（ケイシー）
- ラマ・ラマ（ユークリッド）
- ライオン・ガード（ラニ）
- リック・アンド・モーティ（サマー）

### ボイスオーバー
- 奇跡体験!アンビリバボー（フジテレビ）
- 地球ドラマチック（NHK教育）
  - 「アンコール・ワット 密林に眠る巨大都市」（2017年）
- WHO I AM（WOWOW）
- フィギュアスケート（テレビ朝日）

### ナレーション
- エン・ジャパン Web CM
- ガールズ・ステップ 映画PV
- キッズの全力夏時間（番組ナレーション）
- スマホアプリ『君の秘密にドラマなキスを』Web CM
- タウンワーク Web CM
- タカラトミー ハーティーダルメシアンCM
- ホクト “菌活プロジェクト”ラジオCM
- 南の風にのって J:COM
- 森永 inゼリー ラジオCM

### その他コンテンツ
- 声優口演 SPECIAL（2015年11月8日 / 有楽町よみうりホール）

### シリーズ一覧
1. ↑  第1期（2020年）、第2期『2』（2023年）
2. ↑  第1期（2023年 - 2024年）、第2期（2025年）